# Bundesstraße 500
Pour les articles homonymes, voir Route 500.
La Bundesstraße 500 est une Bundesstraße du Land de Bade-Wurtemberg.

## Histoire
Pendant le Troisième Reich, il y a le projet d'une route panoramique traversant toute la Forêt-Noire de Baden-Baden à Waldshut. Cependant, seules les parties suivantes sont réalisées : la Schwarzwaldhochstraße dans le nord de la Forêt-Noire de Baden-Baden à Freudenstadt et les deux tronçons dans le sud de la Forêt-Noire de Triberg à Waldshut, ceux-ci forment maintenant la B 500. La section à l'ouest du Rhin à Baden-Baden n'est ajoutée que dans les années 1970.

## Projet
Le tronçon entre Baden-Baden et le poste frontière vers la France près d'Iffezheim (prolongement en route départementale 4) doit être étendu à quatre voies à moyen terme et rebaptisé Bundesautobahn 863 L'embranchement de Baden-Baden, qui relie la B 500 à l'autoroute A 5 et qui est déjà aménagé en trèfle, deviendra alors l'embranchement autoroutier de Baden-Baden. Côté français, seul un court tronçon près de Roppenheim est élargi à quatre voies.

## Source
- (de) Cet article est partiellement ou en totalité issu de l’article de Wikipédia en allemand intitulé « Bundesstraße 500 » (voir la liste des auteurs).

1. ↑  Routes légendaires en Europe, Ulysse, 2021, 67 p. (ISBN 9782765877219, lire en ligne)